# Kevin Akpoguma
Kevin John Ufuoma Akpoguma (Neustadt an der Weinstraße, 19 de abril de 1995) es un futbolista alemán. Juega en la posición de defensa y desde 2019 milita en el TSG 1899 Hoffenheim de la Bundesliga de Alemania. Ha sido internacional con la selección alemana en diversas categorías inferiores.

## Trayectoria

### Clubes
En 2007, Akpoguma se unió al equipo juvenil del Karlsruher S. C., proveniente del F. C. Neureut 1908 e. V. En 2012 debutó con el primer equipo, con el que jugó ocho partidos y marcó un gol antes de fichar en 2013 por el TSG 1899 Hoffenheim, donde permaneció en el segundo equipo hasta 2015. Entre 2015 y 2017 estuvo cedido en el Fortuna Düsseldorf. En la temporada 2016-17, durante un partido con el F. C. St. Pauli, chocó fuertemente con un rival y como consecuencia tuvo que ser hospitalizado. En la temporada 2017-18, regresó al Hoffenheim y debutó en la Bundesliga el 22 de octubre de 2017 frente al VfL Wolfsburg. En noviembre anotó el milésimo autogol en la historia de la Bundesliga. En enero de 2019, se marchó cedido hasta final de temporada al Hannover 96.

### Selección nacional
Akpoguma es hijo de una madre alemana y un padre nigeriano. Ha sido internacional con la selección de Alemania en las categorías sub-16, sub-17, sub-18, sub-19, sub-20 y sub-21. El 16 de mayo de 2012, disputó en Liubliana la final del Campeonato Europeo de la UEFA Sub-17 ante la selección de los Países Bajos; permaneció en el banco de suplentes hasta el minuto 80, cuando reemplazó a Leon Goretzka, y el encuentro lo terminaron ganando los neerlandeses en tanda de penales por 5:4. Con la sub-19 ganó el Campeonato Europeo de la UEFA Sub-19 2014. También jugó la Copa Mundial de Fútbol Sub-20 de 2015, en la que fue capitán de su equipo. En 2018 declaró que está dispuesto a representar internacionalmente a Nigeria si no es convocado a la selección alemana.

#### Participaciones en Copas del Mundo
| Mundial                     | Sede          | Resultado        |
| --------------------------- | ------------- | ---------------- |
| Copa Mundial Sub-20 de 2015 | Nueva Zelanda | Cuartos de final |

#### Participaciones en Eurocopas
| Torneo                  | Sede      | Resultado  |
| ----------------------- | --------- | ---------- |
| Eurocopa Sub-17 de 2012 | Eslovenia | Subcampeón |
| Eurocopa Sub-19 de 2014 | Hungría   | Campeón    |

## Estadísticas

### Clubes
La siguiente tabla detalla los encuentros disputados y los goles marcados por Akpoguma en los clubes en los que ha militado.
| Karlsruher S. C. · Alemania |                     |     |   |   |   |   |   |   |   |    |     |   |   |
| 2012-13 | 8                   | 1   | 0 | 0 | 0 | 0 | 0 | 0 | 0 | 8  | 1   | 0 |   |
| Total | 8                   | 1   | 0 | 0 | 0 | 0 | 0 | 0 | 0 | 8  | 1   | 0 |   |
| TSG 1899 Hoffenheim II · Alemania |                     |     |   |   |   |   |   |   |   |    |     |   |   |
| 2013-14 | 26                  | 1   | 0 | 0 | 0 | 0 | 0 | 0 | 0 | 26 | 1   | 0 |   |
| 2014-15 | 29                  | 2   | 0 | 0 | 0 | 0 | 0 | 0 | 0 | 29 | 2   | 0 |   |
| Total | 55                  | 3   | 0 | 0 | 0 | 0 | 0 | 0 | 0 | 55 | 3   | 0 |   |
| TSG 1899 Hoffenheim · Alemania |                     |     |   |   |   |   |   |   |   |    |     |   |   |
| 2013-14 | 0                   | 0   | 0 | 0 | 0 | 0 | 0 | 0 | 0 | 0  | 0   | 0 |   |
| 2014-15 | 0                   | 0   | 0 | 0 | 0 | 0 | 0 | 0 | 0 | 0  | 0   | 0 |   |
| Total | 0                   | 0   | 0 | 0 | 0 | 0 | 0 | 0 | 0 | 0  | 0   | 0 |   |
| Fortuna Düsseldorf II · Alemania |                     |     |   |   |   |   |   |   |   |    |     |   |   |
| 2015-16 | 5                   | 0   | 0 | 0 | 0 | 0 | 0 | 0 | 0 | 5  | 0   | 0 |   |
| Total | 5                   | 0   | 0 | 0 | 0 | 0 | 0 | 0 | 0 | 5  | 0   | 0 |   |
| Fortuna Düsseldorf · Alemania |                     |     |   |   |   |   |   |   |   |    |     |   |   |
| 2015-16 | 17                  | 0   | 0 | 1 | 0 | 0 | 0 | 0 | 0 | 18 | 0   | 0 |   |
| 2016-17 | 28                  | 0   | 0 | 2 | 1 | 0 | 0 | 0 | 0 | 30 | 1   | 0 |   |
| Total | 45                  | 0   | 0 | 3 | 1 | 0 | 0 | 0 | 0 | 48 | 1   | 0 |   |
| TSG 1899 Hoffenheim · Alemania |                     |     |   |   |   |   |   |   |   |    |     |   |   |
| 2017-18 | 22                  | 0   | 1 | 1 | 0 | 0 | 0 | 0 | 0 | 23 | 0   | 1 |   |
| 2018-19 | 8                   | 0   | 0 | 0 | 0 | 0 | 2 | 0 | 0 | 10 | 0   | 0 |   |
| Total | 30                  | 0   | 1 | 1 | 0 | 0 | 2 | 0 | 0 | 33 | 0   | 1 |   |
| Hannover 96 · Alemania |                     |     |   |   |   |   |   |   |   |    |     |   |   |
| 2018-19 | 4                   | 0   | 0 | 0 | 0 | 0 | 0 | 0 | 0 | 4  | 0   | 0 |   |
| Total | 4                   | 0   | 0 | 0 | 0 | 0 | 0 | 0 | 0 | 4  | 0   | 0 |   |
| TSG 1899 Hoffenheim · Alemania |                     |     |   |   |   |   |   |   |   |    |     |   |   |
| 2019-20 | 6                   | 0   | 0 | 0 | 0 | 0 | 0 | 0 | 0 | 6  | 0   | 0 |   |
| Total | 6                   | 0   | 0 | 0 | 0 | 0 | 0 | 0 | 0 | 6  | 0   | 0 |   |
| Total en su carrera | Total en su carrera | 153 | 4 | 1 | 4 | 1 | 0 | 2 | 0 | 0  | 159 | 5 | 1 |
| (1) Incluye datos de Copa de Alemania. (2) Incluye datos de Liga de Campeones de la UEFA. (3) No incluye goles en partidos amistosos. |                     |     |   |   |   |   |   |   |   |    |     |   |   |

### Selección nacional
La siguiente tabla detalla los encuentros disputados y los goles marcados por Akpoguma con la selección alemana.
| Selección | Año   | Amistoso | Amistoso | Amistoso | Clasificación (1) | Clasificación (1) | Clasificación (1) | Eurocopa (2) | Eurocopa (2) | Eurocopa (2) | Mundial (3) | Mundial (3) | Mundial (3) | Total | Total | Total |
| Selección | Año   | PJ       | G        | A        | PJ                | G                 | A                 | PJ           | G            | A            | PJ          | G           | A           | PJ    | G     | A     |
| --- | ----- | -------- | -------- | -------- | ----------------- | ----------------- | ----------------- | ------------ | ------------ | ------------ | ----------- | ----------- | ----------- | ----- | ----- | ----- |
| Sub-16 · Alemania | 2011  | 5        | 0        | 0        | -                 | -                 | -                 | -            | -            | -            | -           | -           | -           | 5     | 0     | 0     |
| Sub-16 · Alemania | Total | 5        | 0        | 0        | 0                 | 0                 | 0                 | 0            | 0            | 0            | 0           | 0           | 0           | 5     | 0     | 0     |
| Sub-17 · Alemania | 2011  | 7        | 0        | 0        | -                 | -                 | -                 | -            | -            | -            | -           | -           | -           | 7     | 0     | 0     |
| Sub-17 · Alemania | 2012  | 5        | 0        | 0        | -                 | -                 | -                 | 3            | 0            | 0            | -           | -           | -           | 8     | 0     | 0     |
| Sub-17 · Alemania | Total | 12       | 0        | 0        | 0                 | 0                 | 0                 | 3            | 0            | 0            | 0           | 0           | 0           | 15    | 0     | 0     |
| Sub-18 · Alemania | 2012  | 2        | 3        | 0        | -                 | -                 | -                 | -            | -            | -            | -           | -           | -           | 2     | 3     | 0     |
| Sub-18 · Alemania | 2013  | 3        | 1        | 0        | -                 | -                 | -                 | -            | -            | -            | -           | -           | -           | 3     | 1     | 0     |
| Sub-18 · Alemania | Total | 5        | 4        | 0        | 0                 | 0                 | 0                 | 0            | 0            | 0            | 0           | 0           | 0           | 5     | 4     | 0     |
| Sub-19 · Alemania | 2013  | 8        | 0        | 1        | -                 | -                 | -                 | -            | -            | -            | -           | -           | -           | 8     | 0     | 1     |
| Sub-19 · Alemania | 2014  | 2        | 0        | 0        | 3                 | 0                 | 1                 | 5            | 0            | 0            | -           | -           | -           | 10    | 0     | 1     |
| Sub-19 · Alemania | Total | 10       | 0        | 1        | 3                 | 0                 | 1                 | 5            | 0            | 0            | 0           | 0           | 0           | 18    | 0     | 2     |
| Sub-20 · Alemania | 2014  | 2        | 0        | 0        | -                 | -                 | -                 | 3            | 0            | 0            | -           | -           | -           | 5     | 0     | 0     |
| Sub-20 · Alemania | 2015  | 0        | 0        | 0        | -                 | -                 | -                 | 2            | 0            | 0            | 5           | 1           | 1           | 7     | 1     | 1     |
| Sub-20 · Alemania | 2016  | 0        | 0        | 0        | -                 | -                 | -                 | 2            | 0            | 0            | -           | -           | -           | 2     | 0     | 0     |
| Sub-20 · Alemania | Total | 2        | 0        | 0        | 0                 | 0                 | 0                 | 7            | 0            | 0            | 5           | 1           | 1           | 14    | 1     | 1     |
| Sub-21 · Alemania | 2015  | 0        | 0        | 0        | 2                 | 0                 | 1                 | -            | -            | -            | -           | -           | -           | 8     | 0     | 1     |
| Sub-21 · Alemania | 2016  | 2        | 0        | 1        | 2                 | 0                 | 0                 | -            | -            | -            | -           | -           | -           | 4     | 0     | 1     |
| Sub-21 · Alemania | 2017  | 1        | 0        | 0        | -                 | -                 | -                 | -            | -            | -            | -           | -           | -           | 1     | 0     | 0     |
| Sub-21 · Alemania | Total | 3        | 0        | 1        | 4                 | 0                 | 1                 | 0            | 0            | 0            | 0           | 0           | 0           | 7     | 0     | 2     |
| Total | Total | 37       | 4        | 2        | 7                 | 0                 | 2                 | 15           | 0            | 0            | 5           | 1           | 1           | 64    | 5     | 5     |
| (1) Incluye datos de clasificación europea y mundialista. (2) Incluye datos del Campeonato Europeo de la UEFA Sub-17, Sub-19 y Liga Élite. (3) Incluye datos de la Copa Mundial Sub-20. |       |          |          |          |                   |                   |                   |              |              |              |             |             |             |       |       |       |

### Resumen estadístico
| Competición           | Partidos | Goles | Asistencias | Promedio |
| --------------------- | -------- | ----- | ----------- | -------- |
| Liga                  | 153      | 4     | 1           | 0,02     |
| Copas nacionales      | 4        | 1     | 0           | 0,25     |
| Copas internacionales | 2        | 0     | 0           | 0,00     |
| Selecciones juveniles | 64       | 5     | 5           | 0,07     |
| Total                 | 223      | 10    | 6           | 0,04     |

## Palmarés

### Campeonatos internacionales
| Título                      | Equipo (*)            | País    | Año  |
| --------------------------- | --------------------- | ------- | ---- |
| Campeonato de Europa Sub-19 | Selección de Alemania | Hungría | 2014 |

(*) Incluyendo la selección.

### Distinciones individuales
| Distinción                                                        | Año  |
| ----------------------------------------------------------------- | ---- |
| Medalla Fritz Walter de Oro al mejor futbolista menor de 18 años. | 2013 |
| Parte del equipo ideal del Campeonato de Europa Sub-19.           | 2014 |